# Long Itchington
Long Itchington est un village et une paroisse civile du Warwickshire, en Angleterre. Il est situé dans le sud du comté, à une dizaine de kilomètres au sud-est de la ville de Royal Leamington Spa, sur la rivière Itchen (en). Administrativement, il relève du district de Stratford-on-Avon. Au recensement de 2011, il comptait 2 013 habitants.

## Étymologie
Itchington provient du nom de la rivière Itchen (en), avec l'élément vieil-anglais tūn désignant une ferme. Il est attesté sous les formes Icetone et Icentone dans le Domesday Book, à la fin du XIe siècle. L'élément Long provient du vieil anglais lang « long » et permet de distinguer ce village de la localité voisine de Bishop's Itchington, propriété de l'évêque de Lichfield.

## Personnalités liées
- L'évêque de Worcester Wulfstan II (vers 1008 – 1095) est né à Itchington.